# Station Warka
Station Warka is een spoorwegstation in de Poolse plaats Warka.